# Passionsbruderschaft
Die Passionsbruderschaften waren als Bruderschaften organisierte Theatergesellschaften, die Passionsspiele und andere geistliche Spiele öffentlich aufführten. Sie wurden im europäischen Spätmittelalter während der Entstehung der bürgerlichen Stadtkulturen gegründet. Ihre Mitglieder entstammten allen weltlichen und geistlichen Ständen. Die Passionsbruderschaften genossen in ihren Städten hohes Ansehen. Sie bestanden oft bis über das Mittelalter hinaus und widmeten sich ab der Mitte des 16. Jahrhunderts dem weltlichen Theaterspiel, da unter dem Einfluss der Reformation die Aufführung von Mysterienspielen verboten wurde.
Einer Bruderschaft oblagen sämtliche finanziellen, organisatorischen und technischen Angelegenheiten einer Theaterproduktionen. Meistens griff sie auf die Unterstützung der jeweiligen Stadt zurück. Die Passionsbrüder spielten die Rollen in der Aufführung selbst; für einige Rollen (Judas, Teufel) und für die Dienste von Musikanten und Gauklern verpflichteten sie zusätzlich die Musikantenzunft, da eine zwei- bis dreitägige Aufführung während christlicher Feiertage nicht selten tausend Mitwirkende hatte. Bedeutende Passionsbruderschaften waren die Confrérie de la Passion, die 1380 in Paris gegründet wurde und dort bis 1677 weiter bestand, die Wiener Gottesleichnamsbruderschaft von 1431, die römische Arciconfraternità del Gonfalone (ab 1489) und die Luzerner Bruderschaft der Bekrönung unseres lieben Herrn Jesu Christi, die 1470 gegründet wurde und noch bis ins 20. Jahrhundert hinein tätig war.
Quellen und Zeugnisse von literatur- und theatergeschichtlicher Bedeutung sind u. a. Rechnungsbücher und Dirigierrollen, nach denen die Spiele aufgeführt wurden.